# Liên đoàn bóng bàn quốc tế
Liên đoàn bóng bàn quốc tế (tiếng Anh: International Table Tennis Federation, viết tắt là ITTF) là cơ quan quản lý tất cả các liên đoàn bóng bàn quốc tế. Vai trò của ITTF bao gồm giám sát các quy tắc và quy định và tìm kiếm công nghệ cải tiến cho môn bóng bàn. ITTF chịu trách nhiệm tổ chức nhiều giải đấu quốc tế, bao gồm cả việc tổ chức Giải vô địch bóng bàn thế giới từ năm 1926.

## Lịch sử sáng lập
ITTF được thành lập vào năm 1926, 9 thành viên sáng lập là Áo, Tiệp Khắc, Đan Mạch, Anh, Đức, Hungary, Ấn Độ, Thụy Điển và xứ Wales. Giải đấu quốc tế đầu tiên được tổ chức vào tháng 1 năm 1926 tại Berlin trong khi Giải vô địch bóng bàn thế giới đầu tiên được tổ chức vào tháng 12 năm 1926 tại Luân Đôn.
Cho đến cuối năm 2000, ITTF đã tiến hành một số quy tắc thay đổi nhằm mục đích làm cho môn bóng bàn hấp dẫn hơn như là một môn thể thao trên truyền hình. Bóng 38 mm cũ đã được thay thế chính thức bằng bóng 40 mm. Điều này tăng sức cản không khí của quả bóng và có hiệu quả làm trò chơi chậm lại.
Ngày 29 tháng 2 năm 2008, ITTF đã công bố một số thay đổi về quy tắc sau cuộc họp ủy viên ban chấp hành ITTF tại Quảng Châu, Quảng Đông, Trung Quốc, liên quan đến việc một cầu thủ làm sao đủ điều kiện để chơi cho một hiệp hội mới. Phán quyết mới là nhằm khuyến khích các hiệp hội phát triển các vận động viên của riêng họ.
Trụ sở chính của ITTF là tại Lausanne, Thụy Sĩ. Chủ tịch trước đây của ITTF là Adham Sharara người Canada; Chủ tịch hiện tại kể từ năm 2014 là Thomas Weikert người Đức.

## Thành viên

### Liên đoàn châu lục
ITTF công nhận 6 liên đoàn châu lục. Mỗi liên đoàn châu lục có một chủ tịch là quan chức hàng đầu của mình và sở hữu hiến pháp. Sau đây được công nhận các liên đoàn:
| Châu lục       | Thành viên | Liên đoàn lục địa                        |
| -------------- | ---------- | ---------------------------------------- |
| Châu Phi       | 51         | Liên đoàn bóng bàn châu Phi (ATTF)       |
| Châu Á         | 45         | Liên minh bóng bàn châu Á (ATTU)         |
| Châu Âu        | 58         | Liên minh bóng bàn châu Âu (ETTU)        |
| Mỹ Latinh      | 40         | Liên minh bóng bàn Mỹ Latinh (ULTM)      |
| Bắc Mỹ         | 4          | Liên minh bóng bàn Bắc Mỹ (NATTU)        |
| Châu Đại Dương | 24         | Liên đoàn bóng bàn châu Đại Dương (OTTF) |

### Liên đoàn quốc gia
Hiện nay có 221 hiệp hội thành viên trong ITTF.

## Các giải đấu
Quy ước: MT/WT: Đồng đội nam/nữ; MS/WS: Đơn nam/nữ; MD/WD: Đôi nam/nữ; XD: Đôi nam nữ

Các sự kiện quốc tế lớn
| Tên môn thi đấu                | Tổ chức lần đầu | Mỗi lần tổ chức | Bảng xếp hạng ITTF | Bảng xếp hạng ITTF | Các nội dung | Các nội dung | Các nội dung | Các nội dung | Các nội dung | Các nội dung | Các nội dung |
| Tên môn thi đấu                | Tổ chức lần đầu | Mỗi lần tổ chức | Hạng               | Tiền thưởng        | MT           | WT           | MS           | WS           | MD           | WD           | XD           |
| ------------------------------ | --------------- | --------------- | ------------------ | ------------------ | ------------ | ------------ | ------------ | ------------ | ------------ | ------------ | ------------ |
| Giải vô địch thế giới          | 1926            | Năm số lẻ       | R1                 | B1                 |              |              | •            | •            | •            | •            | •            |
| Giải vô địch đồng đội thế giới | 1926            | Năm số chẵn     | R1                 |                    | •            | •            |              |              |              |              |              |
| Cúp thế giới của nam           | 1980            | 1 năm           | R1                 | B2                 |              |              | •            |              |              |              |              |
| Thế vận hội Mùa hè             | 1988            | 4 năm           | R1                 | B1                 | •            | •            | •            | •            |              |              |              |
| Cúp đồng đội thế giới          | 1990            | Năm số lẻ       | R1                 |                    | •            | •            |              |              |              |              |              |
| Cúp thế giới của nữ            | 1996            | 1 năm           | R1                 | B2                 |              |              |              | •            |              |              |              |
| ITTF World Tour Grand Finals   | 1996            | 1 năm           | R2                 | B2                 |              |              | •            | •            | •            | •            |              |

Nội dung trẻ
| Tên môn thi đấu             | Tổ chức lần đầu | Mỗi lần tổ chức | Bảng xếp hạng ITTF | Bảng xếp hạng ITTF | Các nội dung | Các nội dung | Các nội dung | Các nội dung | Các nội dung | Các nội dung | Các nội dung |
| Tên môn thi đấu             | Tổ chức lần đầu | Mỗi lần tổ chức | Hạng               | Tiền thưởng        | MT           | WT           | MS           | WS           | MD           | WD           | XD           |
| --------------------------- | --------------- | --------------- | ------------------ | ------------------ | ------------ | ------------ | ------------ | ------------ | ------------ | ------------ | ------------ |
| ITTF Global Junior Circuit  | 1992            | 1 năm           | R2                 | B4                 | •            | •            | •            | •            | •            | •            |              |
| Giải vô địch trẻ thế giới   | 2003            | 1 năm           | R1                 | B3                 | •            | •            | •            | •            | •            | •            | •            |
| ITTF Global Cadet Challenge | 2003            | 1 năm           | R2                 | B4                 | •            | •            | •            | •            | •            | •            |              |
| Thế vận hội Trẻ Mùa hè      | 2010            | 4 năm           | R1                 | B3                 | •            | •            | •            | •            |              |              |              |

Nội dung Para
| Tên môn thi đấu                                      | Tổ chức lần đầu | Mỗi lần tổ chức | Các nội dung | Các nội dung | Các nội dung | Các nội dung | Các nội dung | Các nội dung | Các nội dung |
| Tên môn thi đấu                                      | Tổ chức lần đầu | Mỗi lần tổ chức | MT           | WT           | MS           | WS           | MD           | WD           | XD           |
| ---------------------------------------------------- | --------------- | --------------- | ------------ | ------------ | ------------ | ------------ | ------------ | ------------ | ------------ |
| Thế vận hội người khuyết tật Mùa hè                  | 1960            | 4 năm           | •            | •            | •            | •            | •            | •            |              |
| Giải vô địch bóng bàn người khuyết tật thế giới ITTF | 1990            | 4 năm           | •            | •            | •            | •            |              |              |              |

Nội dung ITTF không tồn tại
| Tên môn thi đấu           | Tổ chức lần đầu | Tổ chức lần cuối | Bảng xếp hạng ITTF | Bảng xếp hạng ITTF | Các nội dung | Các nội dung | Các nội dung | Các nội dung | Các nội dung | Các nội dung | Các nội dung |
| Tên môn thi đấu           | Tổ chức lần đầu | Tổ chức lần cuối | Hạng               | Tiền thưởng        | MT           | WT           | MS           | WS           | MD           | WD           | XD           |
| ------------------------- | --------------- | ---------------- | ------------------ | ------------------ | ------------ | ------------ | ------------ | ------------ | ------------ | ------------ | ------------ |
| China vs. World Challenge | 2004            | 2012             | R2                 |                    | •            | •            |              |              |              |              |              |

## Bảng xếp hạng bóng bàn thế giới ITTF
ITTF duy trì một bảng xếp hạng các kết quả của tất cả các đã nói trên và được công nhận môn thi đấu khác. Bảng sau đây cho thấy 20 cầu thủ hàng đầu thế giới xem xét ITTF hiện xếp hạng, như của tháng 8 năm 2016.
| Nam | Nam                | Nam  | Nam        |
| #   | Tên                | Điểm | Thay đổi   |
| --- | ------------------ | ---- | ---------- |
| 1   | Mã Long            | 3384 | Giữ nguyên |
| 2   | Phiền Chấn Đông    | 3255 | Giữ nguyên |
| 3   | Hứa Hân            | 3208 | Giữ nguyên |
| 4   | Trương Kế Khoa     | 3136 | Giữ nguyên |
| 5   | Mizutani Jun       | 3103 | 1          |
| 6   | Dimitrij Ovtcharov | 3033 | 1          |
| 7   | Trang Trí Uyên     | 2819 | Giữ nguyên |
| 8   | Vladimir Samsonov  | 2754 | 1          |
| 9   | Hoàng Trấn Đình    | 2728 | 1          |
| 10= | Jung Young-sik     | 2644 | 2          |
| 10= | Marcos Freitas     | 2644 | 1          |
| 12  | Phương Bác         | 2626 | 2          |
| 13  | Timo Boll          | 2609 | Giữ nguyên |
| 14  | Joo Sae-hyuk       | 2550 | Giữ nguyên |
| 15  | Niwa Koki          | 2540 | 7          |
| 16  | Đường Bằng         | 2538 | 1          |
| 17  | Tiago Apolónia     | 2498 | 1          |
| 18  | Simon Gauzy        | 2492 | 1          |
| 19  | Lee Sang-su        | 2488 | 3          |
| 20  | Andrej Gaćina      | 2480 | 1          |

| Nữ  | Nữ              | Nữ   | Nữ         |
| #   | Tên             | Điểm | Di chuyển  |
| --- | --------------- | ---- | ---------- |
| 1   | Lưu Thi Văn     | 3504 | Giữ nguyên |
| 2   | Đinh Ninh       | 3466 | Giữ nguyên |
| 3   | Lý Hiểu Hà      | 3317 | 2          |
| 4   | Chu Vũ Linh     | 3298 | 1          |
| 5   | Phùng Thiên Vi  | 3215 | 1          |
| 6   | Ishikawa Kasumi | 3176 | Giữ nguyên |
| 7   | Han Ying        | 3084 | Giữ nguyên |
| 8   | Fukuhara Ai     | 3058 | Giữ nguyên |
| 9   | Cheng I-ching   | 3057 | 1          |
| 10  | Ito Mima        | 2998 | 1          |
| 11  | Jeon Ji-hee     | 2989 | Giữ nguyên |
| 12  | Vu Mộng Vũ      | 2983 | 1          |
| 13  | Võ Dương        | 2974 | 1          |
| 14  | Petrissa Solja  | 2925 | 1          |
| 15  | Doo Hoi Kem     | 2920 | 7          |
| 16  | Hirano Miu      | 2900 | 2          |
| 17  | Li Jie          | 2861 | Giữ nguyên |
| 18  | Liu Jia         | 2860 | 7          |
| 19= | Tie Ya Na       | 2856 | 3          |
| 19= | Hayata Hina     | 2856 | Giữ nguyên |

Cập nhật tháng 8 năm 2016 (sau Rio 2016) tại ittf.com Lưu trữ ngày 7 tháng 4 năm 2014 tại Wayback Machine